# Rotterdam-Noord
Rotterdam-Noord is een stadsdeel, voormalige deelgemeente van Rotterdam. De grenzen worden gevormd door de Delfshavense Schie, de Rijksweg 20 (A20), de Rotte en de spoorrails. Het stadsdeel telde 52.970 inwoners in 2023.

## Geschiedenis
Het oudste deel van Rotterdam-Noord dat als woonwijk voor Rotterdam is opgezet is het Oude Noorden, dat in 1870 werd gebouwd. Het Oude Noorden behoorde tot de negentiende eeuw tot de ambachtsheerlijkheid Blommersdijk. Het is een typische woonwijk die bestemd was om de overvolle binnenstad van Rotterdam te ontlasten. Van dit district bestaat er nog steeds veel architectuur van nog voor de Eerste en Tweede Wereldoorlog. De Blijdorpse polder was tot 1150 veelal een veenachtige gebied en was grotendeels onbewoond en deels nog buitendijks, waardoor regelmatig overstromingen plaatsvonden. Door het graven van de Rotterdamse Schie in 1344 ontstonden er twee polders: de Blijdorpse polder en de Bergpolder. De Rotterdamse Schie liep waar nu de Stadhoudersweg en de Schiekade lopen. Het gebied maakte deel uit van de zelfstandige gemeente Overschie.

## Wijken
Het stadsdeel Rotterdam-Noord bestaat uit de volgende wijken en buurten:
- Liskwartier
- Oude Noorden
- Agniesebuurt
- Provenierswijk
- Blijdorp met de gelijknamige dierentuin
- Blijdorpse polder
- Bergpolder

Wijken en buurten die behoren tot Rotterdam-Noord die niet behoren tot stadsdeel bestuurscommissiegebied Rotterdam-Noord:
- Kleiwegkwartier
- Schiebroek
- Hillegersberg
- Terbregge
- Rubroek
- Crooswijk
- Ommoord (gedeeltelijk)
- 110-Morgen
- Molenlaankwartier
- Overschie

## Openbaar vervoer
In Rotterdam-Noord rijden vier RET-buslijnen (buslijnen 33, 38, 40, 44), drie RET-tramlijnen (tramlijn 4, 6 en 8) en RandstadRail via station Blijdorp.
Rotterdam-Noord heeft een spoorwegstation: station Rotterdam Noord. Station Bergweg is op 3 juni 2006 gesloten en huisvest thans een restaurant. De achterkant van het Centraal Station ligt op het Proveniersplein.

## Bestuursorgaan
Tot 2014 was Rotterdam-Noord een deelgemeente. In 2014 is de deelraad vervangen door een gebiedscommissie.

### Zetelverdeling deelraad en gebiedscommissie Rotterdam-Noord
| Partij | Deelraad | Deelraad | Commissie |
| Partij | 2006     | 2010     | 2014      |
| ------ | -------- | -------- | --------- |
| D66    | 1        | 3        | 3         |
| LR     | 5        | 3        | 3         |
| PvdA   | 8        | 5        | 2         |
| GL     | 3        | 4        | 2         |
| SP     | -        | -        | 2         |
| NIDA   | -        | -        | 1         |
| CDA    | 1        | 2        | 1         |
| VVD    | 1        | 2        | 1         |
| Totaal | 19       | 19       | 15        |

De onderstreepte getallen vormen de hieruit onderhandelde bestuursmeerderheid.